# Primeiro Consistório Ordinário Público de 1843

## Cardeais
| Nº                 | País               | Nome                           | Idade              | Cargo                                   | Título ou Diaconia                                   |
| Cardeais eleitores | Cardeais eleitores | Cardeais eleitores             | Cardeais eleitores | Cardeais eleitores                      | Cardeais eleitores                                   |
| ------------------ | ------------------ | ------------------------------ | ------------------ | --------------------------------------- | ---------------------------------------------------- |
| 1                  | Itália             | Francesco di Paola Villadecani | 62                 | Arcebispo de Messina                    | Cardeal-presbítero de São Bonifácio e Santo Aleixo   |
| 2                  | Itália             | Ignazio Giovanni Cadolini      | 48                 | Arcebispo de Ferrara                    | Cardeal-presbítero de Santa Susana                   |
| 1                  | Itália             | Paolo Mangelli Orsi            | 80                 | Câmara Apostólica                       | Cardeal-diácono de Santa Maria da Scala              |
| 2                  | Itália             | Giovanni Serafini              | 56                 | Prefeito para Congregação para as Águas | Cardeal-diácono de Santos Vito, Modesto e Crescência |